# Plastochromanol-8
Plastochromal-8 (Abkürzung: PC-8) ist ein natürliches, lipophiles Antioxidans, welches in hohen Mengen in
Leinsamen nachgewiesen wurde. Bislang ist PC-8 allerdings noch weitgehend unerforscht.

## Vorkommen
Sojabohnen, Latex, Rapssamen und Mais enthalten eine nennenswerte Menge an PC-8. Dieses
wurde vor allem in den Chloroplasten der bereits genannten Pflanzen, verstärkt in der Wachstumsphase, nachgewiesen. Spuren von PC-8 wurden ebenfalls in Traubenkernöl, Senföl, Mohnöl, Baumwollsamenöl und Kürbiskernöl entdeckt.

## Struktur
Die Struktur vom PC-8 ähnelt sehr der Struktur der Tocotrienolen, Coenzym Q10 und Vitamin K.
PC-8 ist aus einem Chromanol-6-Ring aufgebaut, welcher eine isoprenoide Seitenkette besitzt.
Diese Seitenkette wiederum enthält 8-Isopreneinheiten.

## Eigenschaften
Die physiologischen Funktionen von PC-8 sind bislang nur wenig erforscht.
Bekannt ist eine antioxidative Wirkung, welche im Vergleich zu α-Tocopherol stärker ausgeprägt ist. Unter den Prenyllipiden wurde PC-8 als das wandlungsfähigste Antioxidans bei der Hemmung von Lipidperoxidation nachgewiesen.